# Donny Deutsch
Donald Jay Donny Deutsch (* 22. November 1957 in Queens, New York City, New York) ist ein US-amerikanischer Unternehmer und Talkshowmoderator.

## Leben
Deutsch studierte zunächst an der Wharton School der Universität von Pennsylvania. 1989 übernahm er die von seinem Vater David gegründete Werbeagentur David Deutsch Associates Inc. und nannte sie in Deutsch Inc. um. 1992 hatte er maßgeblichen Anteil an der Wahl von US-Präsident Bill Clinton, dessen Wahlkampf er mitmanagte. Die Firma expandierte schnell und hatte Mitte der Neunziger Jahre Niederlassungen in New York, Los Angeles und Toronto. In erster Linie ist die Agentur verantwortlich für das Drehen von Werbespots.
2004 hatte Donny Deutsch mehrere Auftritte in der Reality Show The Apprentice, wo er den Kandidaten von Donald Trump den Auftrag gab, eigene Werbespots zu kreieren. Im gleichen Jahr bekam er seine eigene Talkshow The big idea with Donny Deutsch.
Im Juni 2017 bezeichnete er Trump als „vulgäres Schwein“, der „körperlich abstoßend“ sei. Trump sei „geistig nicht in Ordnung“.